# Bonamia thunbergiana
Bonamia thunbergiana är en vindeväxtart som först beskrevs av Johann Jakob Roemer och Schult., och fick sitt nu gällande namn av Frederic Newton Williams. Bonamia thunbergiana ingår i släktet Bonamia och familjen vindeväxter. Inga underarter finns listade i Catalogue of Life.